# 로카스트라다
로카스트라다(이탈리아어: Roccastrada)는 이탈리아 토스카나주 그로세토도에 있는 코무네다. 피렌체에서 남쪽으로 90km, 그로세토에서 북쪽 25km 거리에 있다.